# Pune Metropolitan Region (PMR) Challenger 2023
Il Pune Metropolitan Region (PMR) Challenger 2023 è stato un torneo maschile di tennis giocato sul cemento. È stata la 7ª edizione del torneo, facente parte della categoria Challenger 100 nell'ambito dell'ATP Challenger Tour 2023. Si è giocato al Shree Shiv Chhatrapati Sports Complex di Pune, in India, dal 27 febbraio al 5 marzo 2023.

## Partecipanti

### Teste di serie
| Nazionalità   | Giocatore            | Ranking* | Testa di serie |
| ------------- | -------------------- | -------- | -------------- |
| Australia     | James Duckworth      | 128      | 1              |
| Taipei cinese | Tseng Chun-hsin      | 131      | 2              |
| Australia     | Max Purcell          | 155      | 3              |
| Italia        | Luca Nardi           | 158      | 4              |
| Italia        | Francesco Maestrelli | 178      | 5              |
| Rep. Ceca     | Dalibor Svrčina      | 181      | 6              |
| Taipei cinese | Hsu Yu-hsiou         | 206      | 7              |
| Giappone      | Rio Noguchi          | 210      | 8              |

* Ranking al 20 febbraio 2023.

### Altri partecipanti
I seguenti giocatori hanno ricevuto una wild card per il tabellone principale:
- Arjun Kadhe
- Sumit Nagal
- Mukund Sasikumar

Il seguente giocatore è entrato in tabellone con il ranking protetto:
- Marc Polmans

I seguenti giocatori sono entrati in tabellone come special exempt:
- Prajnesh Gunneswaran
- Hiroki Moriya

I seguenti giocatori sono passati dalle qualificazioni:
- Chung Yun-seong
- Nikola Milojević
- Akira Santillan
- Benjamin Lock
- Makoto Ochi
- Dominik Palan

Il seguente giocatore è entrato in tabellone come lucky loser:
- Jay Clarke

## Punti e montepremi
| Torneo    | Torneo              | V      | F      | SF    | QF    | 2T    | 1T    | Q | Q2  | Q1  |
| Singolare | Punti               | 100    | 60     | 36    | 20    | 9     | 0     | 5 | 2   | 0   |
| Singolare | Premi in denaro ($) | 17 650 | 10 380 | 6 140 | 3 570 | 2 105 | 1 270 | – | 635 | 320 |
| Doppio    | Punti               | 100    | 60     | 36    | 20    | –     | 0     | – | –   | –   |
| Doppio    | Premi in denaro ($) | 7 590  | 4 400  | 2 645 | 1 570 | –     | 880   | – | –   | –   |

## Campioni

### Singolare
Max Purcell ha sconfitto in finale  Luca Nardi per 6–2, 6–3.

### Doppio
Anirudh Chandrasekar /  Vijay Sundar Prashanth hanno sconfitto in finale  Toshihide Matsui /  Kaito Uesugi per 6–1, 4–6, [10–3].